# 歐洲赤松
歐洲赤松（學名：Pinus sylvestris）是一種分佈在西起大不列顛和伊比利亞半島，東至東西伯利亞及高加索山脈，北達拉普蘭之間，廣大範圍的樹種。在北部，其生長高度為海平面至海拔1000公尺，在南方則以高山植物方式呈現 (1200-2500公尺)。
在英倫三島中，目前只有蘇格蘭有原生的歐洲赤松，但最晚到三、四百年前，在英格蘭、愛爾蘭和威爾斯仍然能發現其蹤影—後者由於伐木過度而消失，但近年又重新引進回來。類似的消失和重植的過程也出現在丹麥和荷蘭。

## 形態

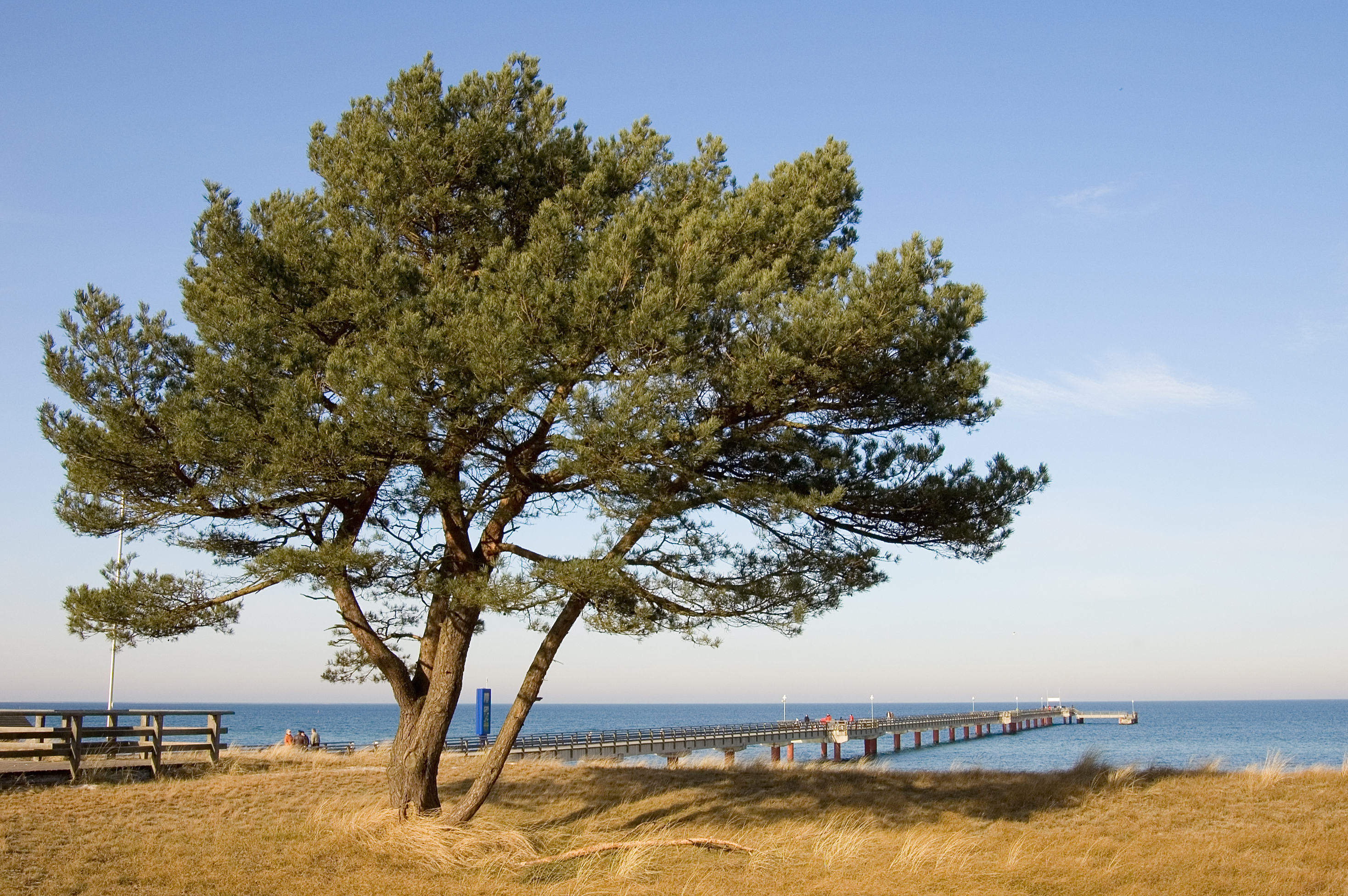
欧洲赤松

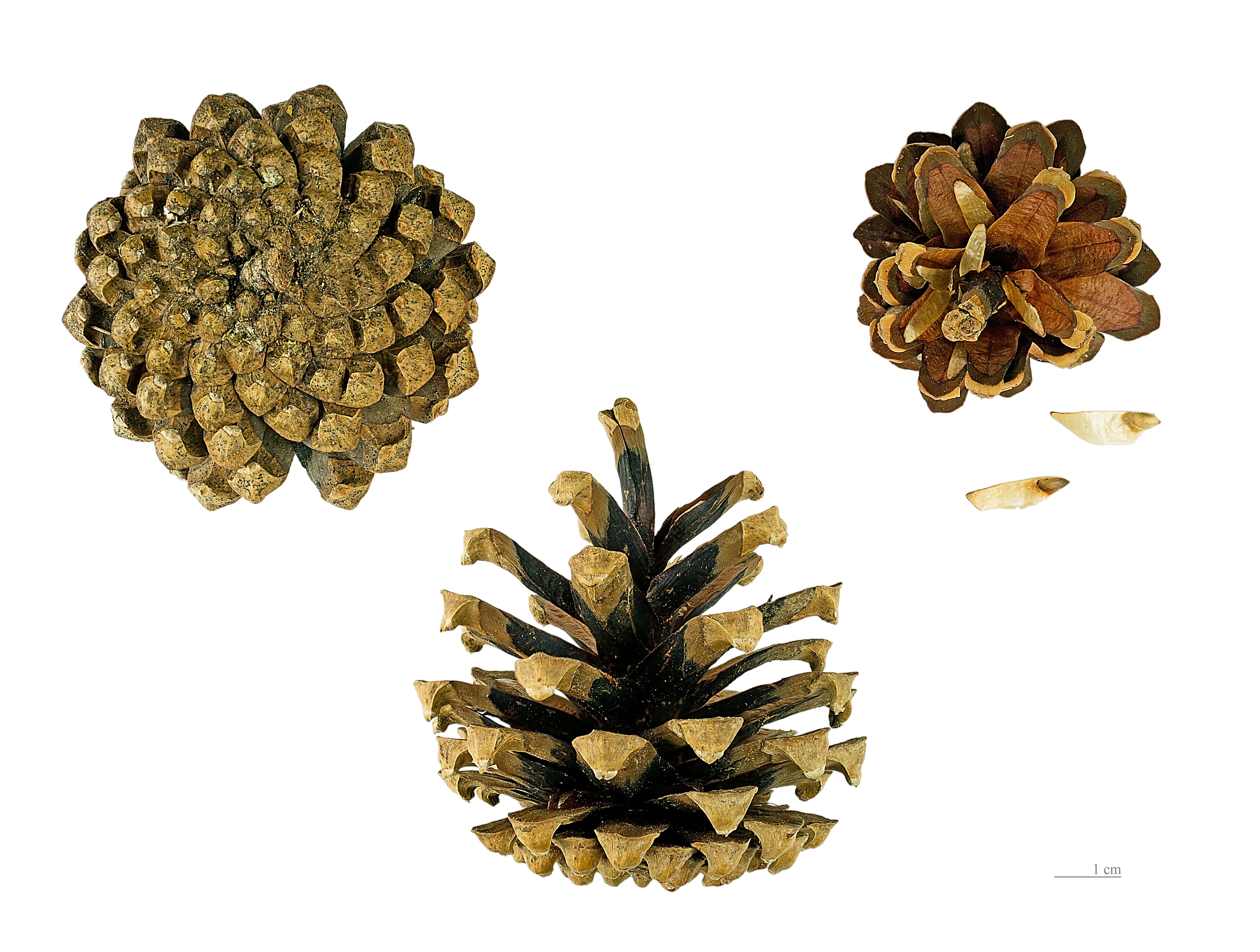
松果

成熟高度為35公尺，少數至40公尺。樹幹部樹皮粗糙，呈暗灰棕色，成鱗狀；樹枝的皮簿且成層狀，呈橘色。成樹樹幹長、直、無枝，而枝葉長於樹頂，樹冠呈圓形或扁平狀。
成樹的葉 (松針)長3至5公分，藍綠色，成對出現。幼樹針長是成樹的兩倍，且在粗壯的芽尖上以三至四支一組出現。毬果長3至7公分，呈尖卵形。

## 亞種與生境
在植物學文獻中曾經記載了超過100個亞種，但至少只承認三種：典型的原变种（var. sylvestris） (由蘇格蘭、伊比利半島到中西伯利亞)、var. hamata (分佈在巴爾幹半島、北土耳其及高加索)，以及樟子松（var. mongolica） (在蒙古、南西伯利亞和中國西北部)。分佈在西班牙南部的var. nevadensis可能是一個不同的品種。
是北歐唯一的原生松樹，單獨成林，或與歐洲雲杉、歐洲白樺、花楸、歐洲山楊與其他硬木混合生長。在中南歐再附以歐洲黑松、馬其頓松、歐洲山松和瑞士石松。在其分佈範圍的東部則與西伯利亞紅松等樹共生。

## 木材

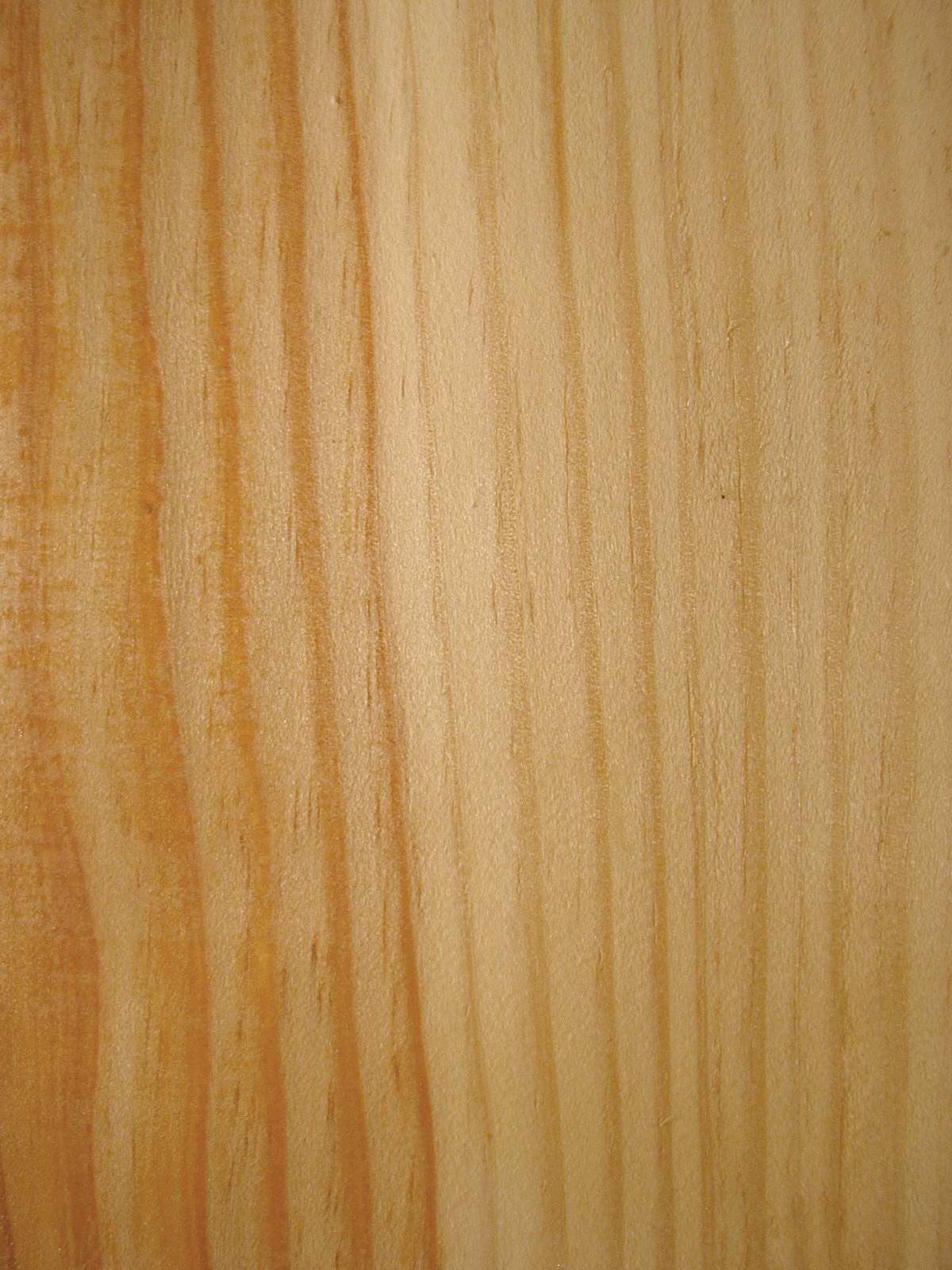
木材紋理

木色淺棕到紅棕色，用於一般的建築工程。其乾密度為470 公斤/立方公尺 (視生長情況而有變化)，開孔度60%，纖維飽和點為0.25 公斤/公斤，飽和水氣量為1.60 公斤/公斤。

## 現狀
是蘇格蘭的國樹，也是一度覆蓋蘇格蘭高地大部分地區的喀里多尼亞森林的主要樹種。過度砍伐、山火、過度放牧，以為驅除狼而清理森林都使森林衰落，至今只有少數林區倖存包括Affric谷地、Rothiemurchus森林和Rannoch黑森林。至少在部份地區正採取復原措施。
目前此樹亦引進到紐西蘭和北美洲比較寒冷的地區，在後者部分地區，例如安大略和威斯康辛州，已被列為入侵樹種。

## 名稱與其他
英語中的松樹是拉丁語pinus經過法語pin轉寫而來的；在18世紀以前稱為"Scots Fir" (來自丹麥語的fyr)，但今天fir只用於冷杉屬 (Abies)和金錢松屬 (Pseudotsuga)的樹種。
又稱里加松、挪威松或蒙古松。注意拼寫英語名稱時不要寫成 "Scotch"，在蘇格蘭這是一種冒犯行為，應該避免（"Scotch"是指威士忌酒）。
是11月10日出生人士的誕生花，其花語為「大器晚成」。

## 用途

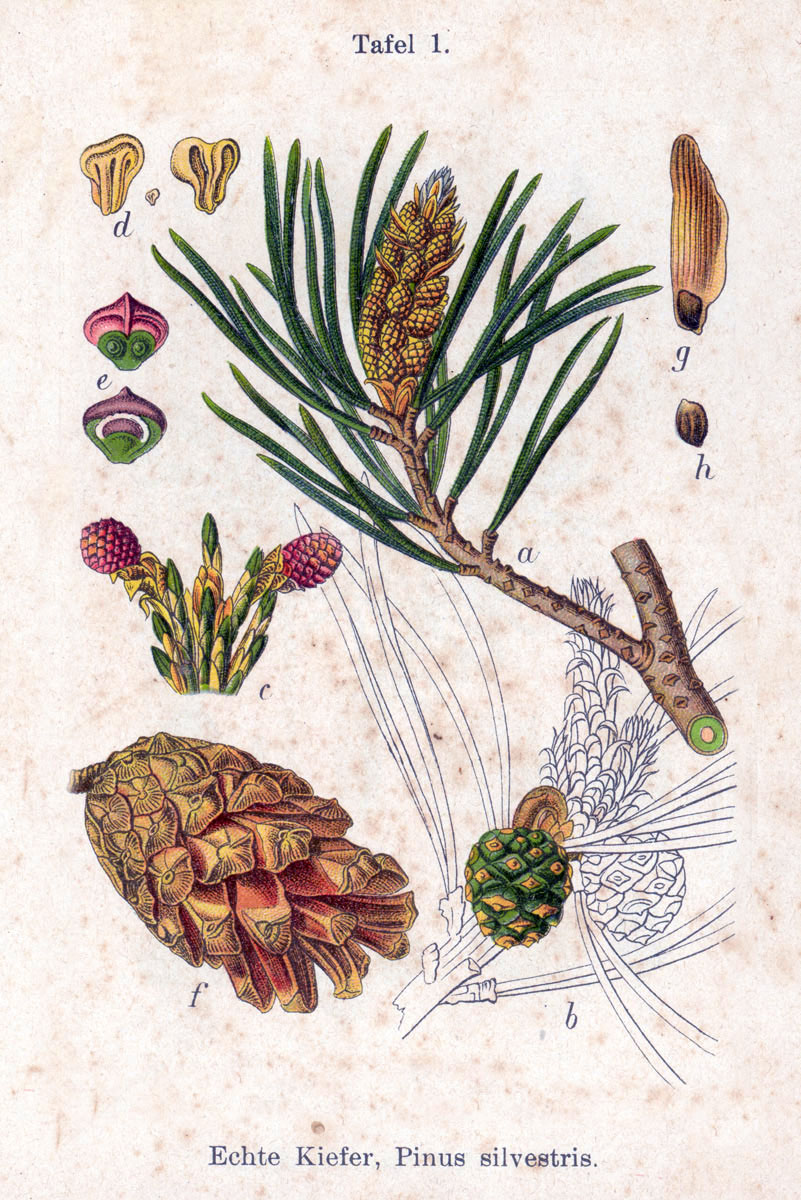
植物图版

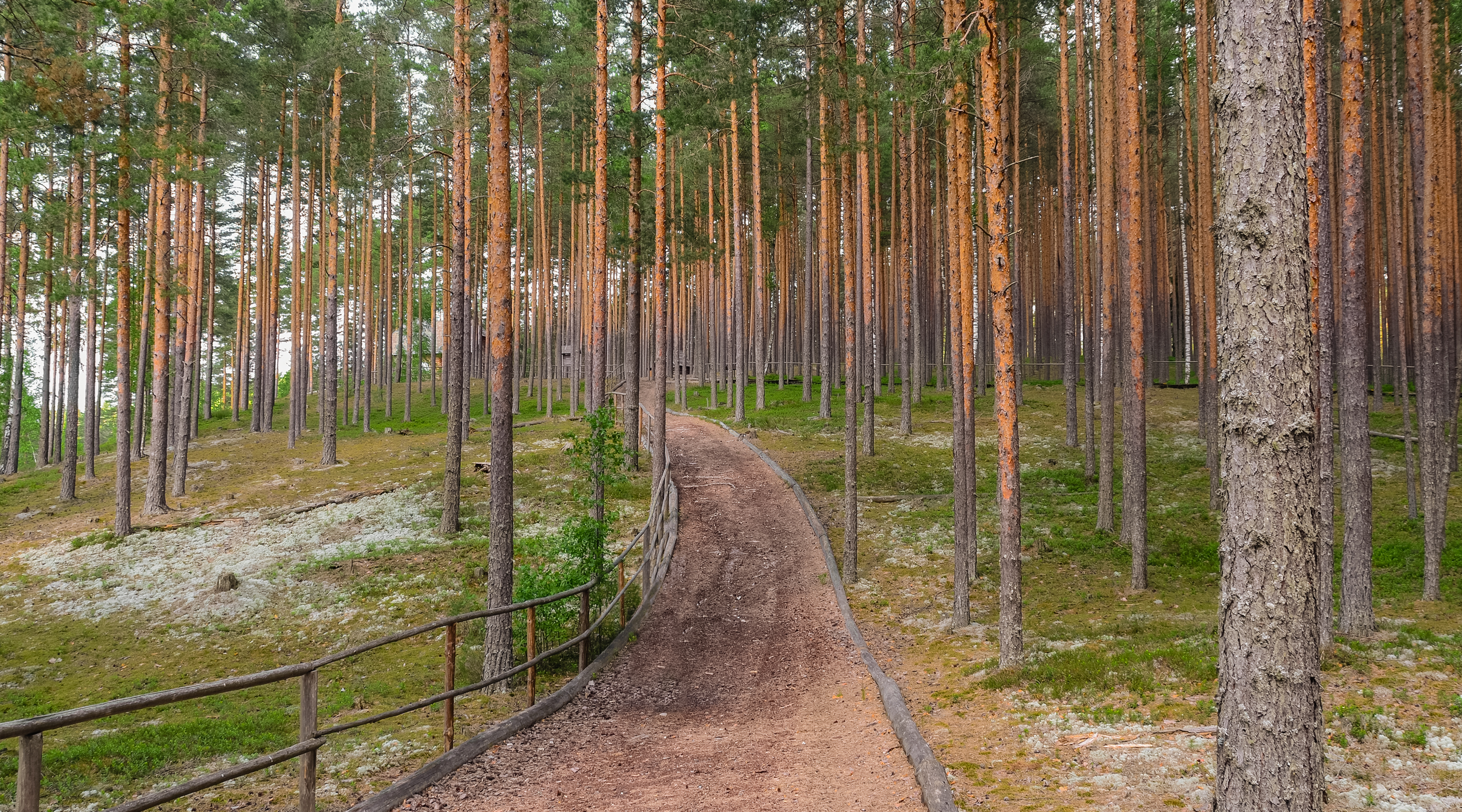
在爱沙尼亚的苏格兰松林

歐洲赤松是林业中的重要树种。其木材用于木浆和锯木材产品。可以通过种植、播种或自然再生来创建幼苗林。商业人工种植轮换周期在50到120年之间，东北地区的生长较慢，轮换周期较长。
在斯堪的纳维亚国家，这种松树在前工业时代被用来制造焦油。一些活跃的焦油生产商仍然存在，但该产业几乎已经停止。 这种松树还曾用作松香和松节油的来源。
该木材颜色从淡褐色到红褐色不等，用于一般建筑工程。其干燥密度约为470 千克/立方米3（随生长条件变化），开放孔隙度为60％，纤维饱和点为0.25 千克/千克，饱和湿度为1.60 千克/千克。 松树纤维被用来制作被称为植物法兰绒的纺织品， 这种纺织品具有类似大麻的外观，但质地更紧密、更柔软。
这种松树还被广泛种植于新西兰以及北美的许多寒冷地区；它是最早引入北美的树木之一，大约在1600年左右。 它被列为一种入侵物种，在一些地区，包括安大略省、密歇根州等， 在这些地区是一种入侵物种。它在美国也广泛用于圣诞树贸易，并且在1950年代到1980年代是最受欢迎的圣诞树之一。尽管在北美东部的一些地区具有入侵性，但这种松树在那里往往生长不良，部分原因是其原产地和北美之间的气候和土壤差异，部分原因是受到害虫和疾病的危害；如果不加护理（如在圣诞树贸易中），这种树通常以扭曲、杂乱的方式生长。 松树可能会被松材线虫杀死，这会导致松树枯萎病。这种线虫通常攻击至少十年的树木，并且往往在感染后的几周内就会导致树木死亡。
这种松树在比利时佛兰德地区的煤矿区广泛种植和使用。它被用于加固隧道，并因其破裂声音而被优先用于更换。仍然有许多包含这种树种的大片森林分布在乡村。

### 培育品种
有几个培育品种在公园和大型花园中用于装饰目的，其中包括'Aurea', 'Beuvronensis', 'Frensham', 和 'Gold Coin' 已获得皇家园艺学会的花园优质奖。

## 外部連結
维基共享资源上的相關多媒體資源：欧洲赤松
- Trees for Life - 再造蘇格蘭森林 （页面存档备份，存于）
- Cashel Forest Project - 蘇格蘭原生樹木復育計劃 （页面存档备份，存于）
- 歐洲赤松照片集 （页面存档备份，存于）
- Rannoch 黑森林 （页面存档备份，存于）
- 11月10日生人之誕生花